# Igor Sergejewitsch Gramberg

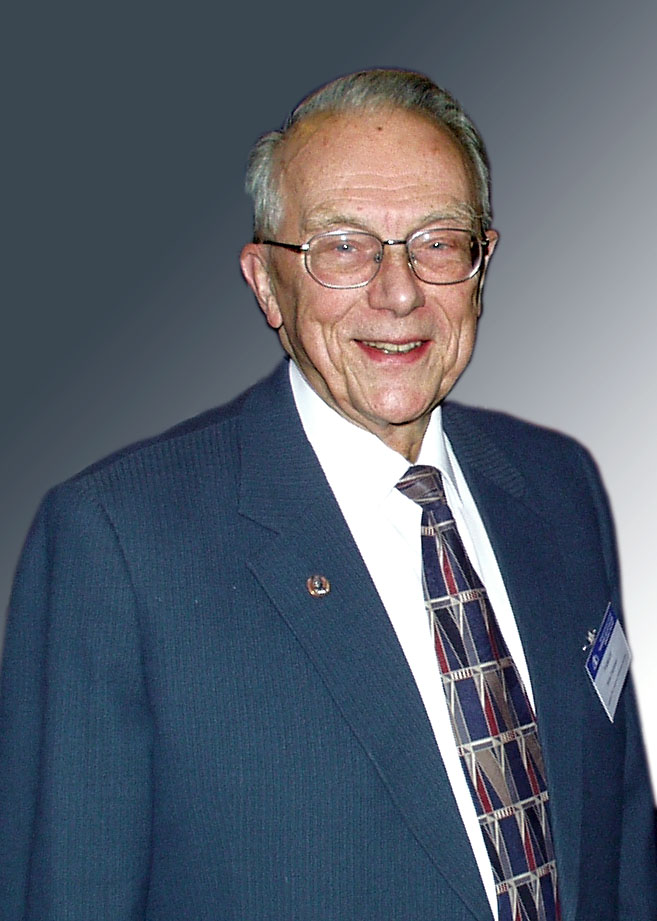
2001

Igor Sergejewitsch Gramberg (russisch Игорь Сергеевич Грамберг; * 15. Juni 1922 in Petrograd; † 19. Oktober 2002 in St. Petersburg) war ein russischer Geologe.

## Leben
Grambergs Großvater Heinrich Gramberg war aus Bayern eingewandert und war Gärtnermeister der Michail-Datsche des Großfürsten Michail Nikolajewitsch an der Schloss Peterhof-Chaussee. Für seine Gartenbauverdienste erhielt er die Große Silbermedaille der Wiener k.k. Gartenbau-Gesellschaft und die erbliche Ehrenbürgerwürde. Grambergs Vater Sergei Henrichowitsch Gramberg war das jüngste von sieben Kindern und folgte als einziger seinem Vater nach. Er studierte an der Landwirtschaftsakademie und stand im Ersten Weltkrieg von Beginn an zuerst als Freiwilliger und dann als Praporschtschik an der Front. Dann arbeitete er als Ökonom und starb im Deutsch-Sowjetischen Krieg während der Leningrader Blockade. Grambergs Mutter Jekaterina Iwanowna geborene Eltekowa stammte aus der bekannten Rybinsker Kaufmannsfamilie Eltekow und hatte an der Muraschkinzew-Handelsschule studiert.
Gramberg besuchte die Zehnklassenmittelschule mit Abschluss 1940 und begann dann das Studium am Leningrader Institut für Kinoingenieure (LIKI). 1941 nach Beginn des Deutsch-Sowjetischen Krieges schloss sich Gramberg dem Studentenfreiwilligenbataillon an. Dann diente er im 666. Schützenregiment der 3. Gardedivision der Nordwestfront. Er war an den Kämpfen bei Staraja Russa und Nowgorod beteiligt und war zweimal verwundet. Nach der zweiten schweren Verwundung und einer langen Krankenhausbehandlung in Molotow arbeitete er ab dem Sommer 1942 in einer geologischen Sammlergruppe. 1943 wurde er Student am Swerdlowsker Bergbauinstitut. 1945 kehrte er zurück nach Leningrad und studierte nun am Leningrader Bergbauinstitut. 1947 heiratete er seine Kommilitonin Sinaida Sinowjewna Ronkina.
Gramberg schloss das Studium 1949 ab mit Auszeichnung und erhielt darauf die Anstellung im 1948 gegründeten Forschungsinstitut für Geologie der Arktis (NIIGA). Als Gruppenleiter in der Erdölabteilung war er an Feldarbeiten im Anabarski-Rajon im Norden Sibirias und auf der Taimyrhalbinsel beteiligt. 1955 wurde er mit seiner Dissertation über die Stratigraphie und Petrographie der Perm-Ablagerungen im Anabarski-Rajon und den angrenzenden Territorien des nordöstlichen Teils Sibirias zum Kandidaten der geologisch-mineralogischen Wissenschaften promoviert.
1955 wurde Gramberg Leiter der Unterabteilung für die Geologie der Erdöl- und Erdgasrajons und führte Arbeiten in den Rajons Werchojan, Norilsk und Murmansk sowie im Fernen Osten durch. 1959 wurde er Leiter der Abteilung für Erdöl und Erdgas des NIIGA. 1971 wurde er mit seiner Dissertation über die Paläogeographie und Paläohydrochemie des nördlichen Mittelsibiriens im späten Paläozoikum zum Doktor der geologisch-mineralogischen Wissenschaften promoviert.
1972 wurde Gramberg Direktor des NIIGA und gleichzeitig Generaldirektor des Sewmorgeo-Verbundes des NIIGA und der verschiedenen Forschungs- und Produktionsexpeditionen. 1979 wurde er Korrespondierendes Mitglied der Akademie der Wissenschaften der UdSSR (AN-SSSR). 1981 wurde das NIIGA reorganisiert. Es erhielt neue Aufgaben und hieß nun Allunionsforschungsinstitut für Geologie und Bodenschätze des Weltmeers (WNIIOkeangeologija). 1983 erhielt er den Staatspreis der UdSSR für seine Untersuchungen im Bereich der Ozeanologie. 1985 wurde ihm der Orden des Vaterländischen Krieges II. Klasse verliehen. 1987 wurde er Wirkliches Mitglied der AN-SSSR. 1995 erhielt er den Staatspreis der Russischen Föderation für die Erforschung und Erschließung der reichen Erdöl- und Erdgaslagerstätten im Schelf der Westarktis. Er war Mitglied der UNO-Kommission für das Weltmeer. 2001 war er Preisträger des Demidow-Preises. 2002 erhielt er den Preis der Regierung der Russischen Föderation für die Erstellung der Reliefkarte des Meeresgrundes der Meere im Norden Russlands.
Gramberg wurde auf dem Smolensker Friedhof in St. Petersburg begraben. Seit 2003 trägt das  WNIIOkeangeologija Grambergs Namen. 2007 erhielt ein Guyot im südöstlichen Teil der Magellan-Tiefseeberge im Nordpazifik Grambergs Namen.